# Komenského lípa (Babí)
Komenského lípa na Babí v okrese Náchod, byl památný strom, který připomínal odchod Jana Amose Komenského do Polska. Zanikl při bouři 9. dubna 1901, kdy byl vyvrácen z kořenů.

## Historie a pověsti
Podle lidové pověsti se při odchodu z vlasti přes Náchod do Polska roku 1628 zastavil Jan Ámos Komenský se skupinou exulantů právě u památné lípy, která byla dle starší pověsti vysazena již za Karla IV. V době zániku by jí tedy bylo 525 až 550 let.
| „                                  | Komenský žehnal vlasti, volal k Bohu o pomoc a požehnání nešťastnému národu; pak vzal si hrst hlíny z české půdy na památku do vyhnanství. | “ |
| — Jan Evangelista Chadt-Ševětínský | |   |

## Památné a významné stromy v okolí
- lípy na Švédských šancích